# Kékesi Márton
Kékesi Márton (Miskolc, 1995. december 19. –) magyar alpesisíző. Edzője: Walter Hubman.

## Pályafutása
A 2011-es alpesisí vb-n műlesiklásban 60. volt. A 2012. évi téli ifjúsági olimpiai játékokon szuper-óriásműlesiklásban a 34., szuperkombinációban a 24., óriás-műlesiklásban és műlesiklásban 21. helyezést szerzett. 2012-ben a korosztályos alpesisí-világbajnokságon az ifjúsági I kategóriában a férfi műlesiklásban az első, szuper-óriásműlesiklásban a második helyen végzett. 2013-ban az ifi vb I. kategóriájában műlesiklásban első, óriásműlesiklásban második, míg szuper-óriásműlesiklásban harmadik volt.
A 2015-ös alpesisí vb-n szuper-óriásműlesiklásban 49. helyen ért a célba. A 2017-es világbajnokságon kombinációban a 43. helyen végzett,  óriásműlesiklásban kiesett.
A 2018. évi téli olimpiai játékok magyar csapatának versenyzője volt. Óriás-műlesiklásban 42. lett. Műlesiklásban a 30. helyen végzett. A kombinációban 35., lesiklásban 53. lett. Szuperóriás-műlesiklásban kiesett. Tagja volt a magyar együttesnek a csapatversenyben.
2019 januárjában egy zágrábi versenyen térdszalagszakadást szenvedett. A 2021-es világbajnokságon óriás-műlesiklásban 34. helyen ért célba.

## Eredményei
Magyar bajnokság
- műlesiklás
  - első: 2014, 2016, 2018
  - második: 2012, 2017
- óriás-műlesiklás
  - első: 2018
  - második: 2021
  - harmadik: 2012, 2017
- összetett
  - első: 2018
  - második 2012

## Díjai, elismerései
- Az év magyar alpesisízője: 2018,[14] 2022[15]
- Az év miskolci sportolója: 2018